# Luis Terrazas

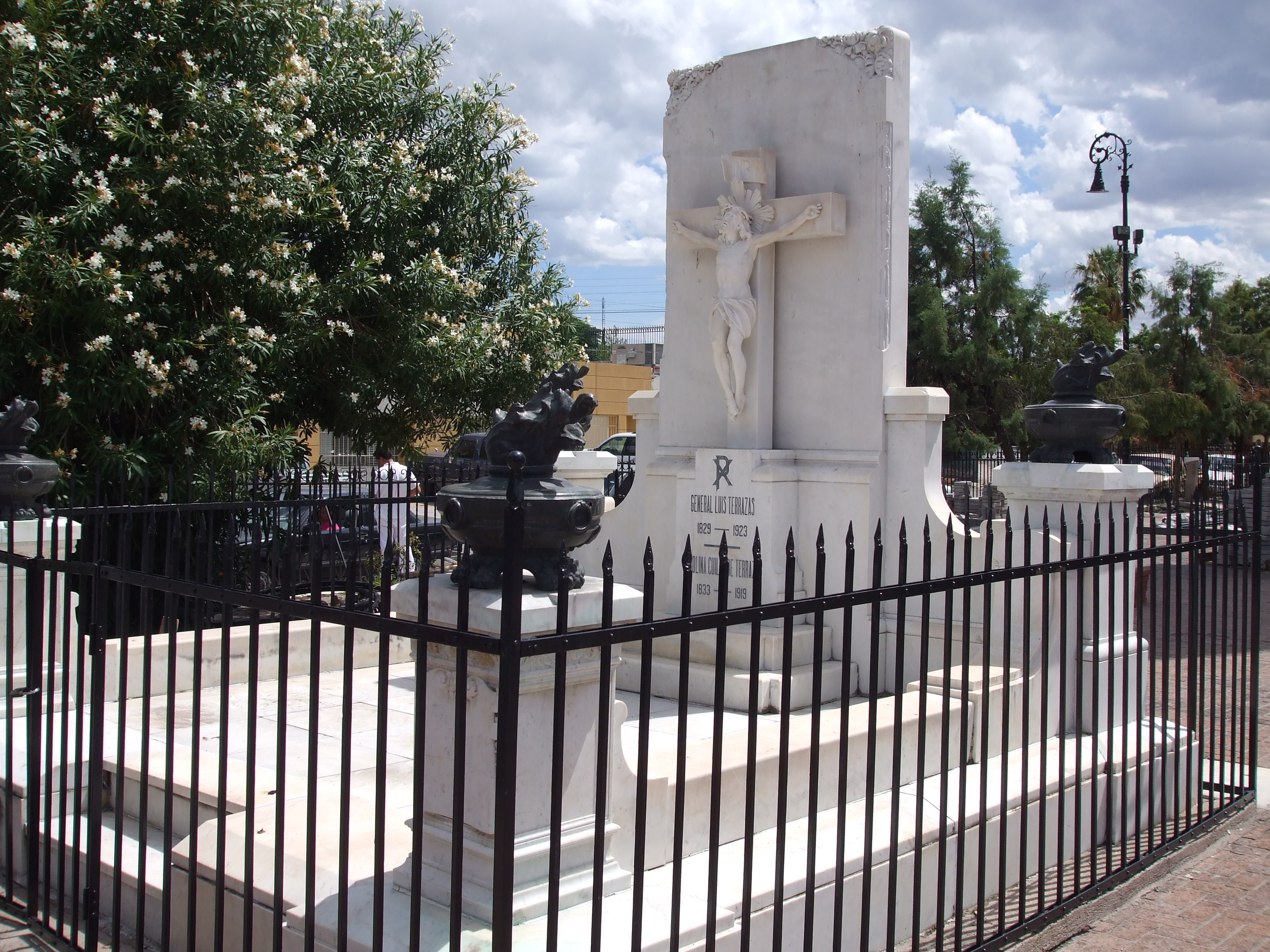
Graf van Terrazas

Luis Terrazas Fuentes (Chihuahua, 20 juli 1829 - aldaar, 18 juni 1923) was een Mexicaans politicus, militair en zakenman. Hij was de grondlegger van de vandaag de dag nog steeds invloedrijke familie Creel-Terrazas.
Hij studeerde aan de seminarie van Chihuahua en aan het Instituto Científico y Literario. Vanaf 1851 bekleedde hij een aantal politieke en ambtelijke functies. In 1858 werd hij benoemd tot kolonel op de Apachen te bestrijden. Tegelijkertijd was intussen de Hervormingsoorlog aan de gang, en werd hij door de conservatieve leider Domingo Cayén uit Chihuahua verdreven. Korte tijd later wist hij echter met Juan N. Méndez Cayén en de conservatieven te verdrijven.
Korte tijd later werd hij benoemd tot interim-gouverneur. Hoewel hij daarvoor eigenlijk te jong was gaf de liberale regering haar goedkeuring aan Terrazas. Een jaar later werd hij officieel tot gouverneur gekozen. Hij voerde in Chihuahua de Hervormingswetten door, maar werd beschuldigd van het misbruiken van de Wet-Lerdo door vrienden en familie te bevoordelen bij het verkopen van onteigende gronden. Hij bleef na de Franse interventie in Mexico en de bezetting van Mexico-Stad de republikeinse regering steunen, en steunde Benito Juárez in diens conflict met Jesús González Ortega. Juárez vertrouwde hem echter niet en liet hem uit zijn ambt ontzetten en vervangen door zijn rivaal Ángel Trías Álvarez.
In 1865 was de republikeinse regering door de Fransen helemaal teruggedrongen tot Chihuahua. Keizer Maximiliaan bood hem aan prefect van Chihuahua te worden, wat Terrazas weigerde. In deze periode legde hij zijn conflict met Juárez bij. De Fransen werden langzaam maar zeker verdreven en Terrazas werd in 1868 en 1872 herkozen. In 1873 trad hij terug ten gunste van Mariano Samaniego.
Hij stond aan de zijde van Juárez en Sebastián Lerdo toen Porfirio Díaz in opstand kwam. In 1877 werd hij echter door Díaz' aanhangers van het plan van Tuxtepec verdreven. Ángel Trías Ochoa, zoon van de vorige Ángel Trias, werd de nieuwe gouverneur. Deze voerde echter een slecht bestuur, waardoor Terrazas na het plan van Guerrero weer opnieuw gouverneur kon worden. Na het bloedig uiteenslaan van een staking van mijnwerkers moest hij echter aftreden. Hierna brak er in Chihuahua onrust uit, die door president Díaz hardhandig werd onderdrukt.
Terrazas had intussen grote stukken land weten te vergaren en bezat daardoor een landgoed van 2.659.000 hectare. Hij was de eerste van de nog steeds invloedrijke familie Creel-Terrazas, die Chihuahua decennialang als ware het een persoonlijk domein zou regeren. In 1904 werd zijn schoonzoon Enrique Creel gouverneur.
Na het uitbreken van de Mexicaanse Revolutie probeerde Terrazas in Chihuahua een contra-revolutie door te voeren. Dit mislukte echter. Pancho Villa wist de macht over te nemen en zijn landerijen te confisqueren en Terrazas vluchtte naar de Verenigde Staten. Onder Venustiano Carranza, toen de revolutie enigszins gekalmeerd was, kon hij weer terugkeren. Hij overleed enkele jaren later, een maand voor zijn 95e verjaardag.
- Library of Congress Control Number: n82156080
- SNAC: w68919b0
- Virtual International Authority File: 43195127
- WorldCat: E39PBJd3MqYjqB8Hxprw8WhGpP